# Vincent Marcel
Vincent Marcel (Basse-Terre, 9 april 1997) is een Frans voetballer die doorgaans speelt als rechtsbuiten. In juli 2025 verruilde hij Nîmes Olympique voor FC Villefranche.

## Clubcarrière
Marcel speelde in de jeugd van La Gauloise de Basse-Terre op Guadeloupe en werd in 2009 opgenomen in de jeugdopleiding van Le Havre. Zes jaar later maakte de aanvaller de overstap naar OGC Nice. Op 14 augustus 2016 maakte hij zijn debuut in het eerste elftal. Van coach Lucien Favre mocht hij in de basis starten tegen Stade Rennais, waarvan met 1–0 gewonnen werd door een doelpunt van Malang Sarr. Marcel werd in de vierenzestigste minuut gewisseld voor Wylan Cyprien. Door een derde plaats in de Ligue 1 kwalificeerde Nice zich voor de voorrondes van de Champions League. Hierin trof de club Ajax. Thuis werd met 1–1 gelijkgespeeld en uit kwamen de Fransen 2–1 achter. Marcel viel in voor Sarr en op aangeven van Jean Michaël Seri trok hij de stand gelijk. Hierdoor bekerde Nice door op basis van de gescoorde doelpunten op vreemde bodem.
Voorafgaand aan het seizoen 2018/19 werd Marcel voor één jaar op huurbasis gestald bij Troyes. Na deze verhuurperiode verkaste de vleugelspeler transfervrij naar Vitória Guimarães, waar hij zijn handtekening zette onder een verbintenis voor de duur van drie seizoenen. Gedurende twee seizoenen kwam de Fransman niet tot optredens in het eerste elftal van Vitória, waarop hij transfervrij vertrok naar Lokomotiv Plovdiv. Een jaar later nam Hebar Pazardzjik hem over. Medio 2023 keerde Marcel bij US Orléans terug in Frankrijk. Een jaar later stapte hij over naar competitiegenoot Nîmes Olympique. Marcel ging in juli 2025 voor FC Villefranche spelen.

## Clubstatistieken
| Seizoen | Club              | Competitie           | Competitie | Competitie | Beker | Beker | Internationaal | Internationaal | Totaal | Totaal |
| Seizoen | Club              | Competitie           | Wed.       | Dlp.       | Wed.  | Dlp.  | Wed.           | Dlp.           | Wed.   | Dlp.   |
| ------- | ----------------- | -------------------- | ---------- | ---------- | ----- | ----- | -------------- | -------------- | ------ | ------ |
| 2016/17 | OGC Nice          | Ligue 1              | 6          | 0          | 2     | 0     | 2              | 0              | 10     | 0      |
| 2017/18 | OGC Nice          | Ligue 1              | 2          | 0          | 0     | 0     | 3              | 1              | 5      | 1      |
| 2018/19 | → Troyes          | Ligue 2              | 8          | 0          | 1     | 0     | —              | —              | 9      | 0      |
| 2019/20 | Vitória Guimarães | Primeira Liga        | 0          | 0          | 0     | 0     | —              | —              | 0      | 0      |
| 2020/21 | Vitória Guimarães | Primeira Liga        | 0          | 0          | 0     | 0     | —              | —              | 0      | 0      |
| 2021/22 | Lokomotiv Plovdiv | Parva Liga           | 22         | 2          | 2     | 1     | 2              | 0              | 26     | 3      |
| 2022/23 | Hebar Pazardzjik  | Parva Liga           | 26         | 2          | 1     | 0     | —              | —              | 27     | 2      |
| 2023/24 | US Orléans        | Championnat National | 18         | 2          | 2     | 0     | —              | —              | 20     | 2      |
| 2024/25 | Nîmes Olympique   | Championnat National | 26         | 1          | 0     | 0     | —              | —              | 26     | 1      |
| 2025/26 | FC Villefranche   | Championnat National | 0          | 0          | 0     | 0     | —              | —              | 0      | 0      |
| Totaal  | Totaal            | Totaal               | 108        | 7          | 8     | 1     | 7              | 1              | 123    | 9      |

Bijgewerkt op 8 juli 2025.